# Осика (уезд)
Осика (яп. 牡鹿郡 Осика-гун) уезд, расположенный в префектуре Мияги, Япония.
По оценкам на 1 апреля 2017 года, население составляет 6,072 человек, площадь 65.35 км², плотность 92.9 человек / км².

## Посёлки и сёла
- Онагава

## Слияния
- 1 апреля 2005 года посёлок Осика слился с посёлками Кахоку, Канан, Китаками, Моноу и Огацу все из бывшего уезда Моноу в новый город Исиномаки.[источник?]